# São João d'Aliança
São João d'Aliança är en kommun i Brasilien.   Den ligger i delstaten Goiás, i den centrala delen av landet, 160 km norr om huvudstaden Brasília. Antalet invånare är 10 254.
Omgivningarna runt São João d'Aliança är huvudsakligen savann. Trakten runt São João d'Aliança är nära nog obefolkad, med mindre än två invånare per kvadratkilometer.